# Chrisman, Illinois
Chrisman là một thành phố thuộc quận Edgar, tiểu bang Illinois, Hoa Kỳ. Năm 2010, dân số của thành phố này là 1343 người.

## Dân số
Dân số qua các năm:
- Năm 2000: 1318 người.
- Năm 2010: 1343 người.